# Plasa tholiană
The Tholian Web este un episod din sezonul al III-lea al serialului original Star Trek. A avut premiera la 15 noiembrie 1968.

## Prezentare
Căpitanul Kirk este prizonier între dimensiuni în timp ce nava Enterprise este ținută captivă de o pânză de păianjen țesută de niște ființe misterioase ce îi consumă energia.